# Клич, Николай Александрович
Николай Александрович Клич (4 (17) декабря 1895, Карс, Карсская область, Российская Империя — 16 октября 1941, Москва, СССР) — советский военачальник, генерал-лейтенант артиллерии (1940).

## Биография
Окончил Тифлисский кадетский корпус и артиллерийское училище, участвовал в Первой мировой войне в качестве командира взвода и адъютанта артиллерийского дивизиона, имел чин поручик Русской императорской армии.
С января 1918 по ноябрь 1920 года служил в национальной армии Республики Армении помощником командира, затем командиром батареи. С конца 1920 года — в Красной Армии.
Занимал должности командира артиллерийской батареи, дивизиона, помощника начальника артиллерии дивизии. После окончания в 1928 году Военной академии им. Фрунзе был преподавателем в Сумском артиллерийском училище, затем был адъюнктом Военной академии им. М. В. Фрунзе, старшим руководителем кафедры артиллерии Академии, помощником начальника отдела управления боевой подготовки РККА, помощником начальника артиллерии РККА по военно-артиллерийским училищам. Участвовал в гражданской войне в Испании.
С 1938 года в звании комбрига переводится на руководящие должности в самые ответственные места. В период советско-финляндской войны 1939—1940 годов был начальником артиллерии 8-й армии. Затем — начальник артиллерии Дальневосточного фронта.
В начале Великой Отечественной войны — начальник артиллерии Западного Особого военного округа. После разгрома Западного фронта в Белостокско-Минском сражении 8 июля 1941 года арестован. Обвинялся в «преступной бездеятельности и халатности, в результате которой артиллерия округа была не подготовлена к боевым действиям и в первые дни войны большая часть артиллерии Западного фронта и боеприпасов попала к противнику». Виновным себя не признал. 17 сентября 1941 года осужден Военной коллегией Верховного Суда СССР по статье 193—17 УК РСФСР и приговорён к высшей мере наказания — расстрелу с лишением воинского звания. Приговор приведён в исполнение 16 октября 1941 года на спецобъекте НКВД «Коммунарка».
Реабилитирован посмертно 31 июля 1957 года определением Военной Коллегии Верховного Суда СССР.

## Беседа сИ. Г. Стариновымв июне 1941 года накануне войны
…Я решил повидать генерала Клича, командующего артиллерией округа. Может, он что-нибудь разъяснит? 

— Вольф! — воскликнул Клич, вспомнив мой испанский псевдоним. — На учения? Рад тебе, рад! Только боюсь, сейчас не до учений.
Он сообщил, что гитлеровцы непрерывно подтягивают к границе войска, подвозят артиллерию и танки, совершают разведывательные полеты над нашей территорией, а многие командиры в отпусках, большая часть автомашин и тракторы-тягачи артполков забраны на строительство укрепленных районов. 

— Случись что — орудия без тяги! — возмущался Клич. — Павлов каждый день докладывает в Москву о серьёзности положения, а нам отвечают, чтобы не разводили панику и что Сталину все известно. 

— Но ведь немецкие войска отведены на восточные границы Германии для отдыха? — осторожно заметил я. — Во всяком случае, в сообщении ТАСС от 14-го числа так и говорится. 

— Я не сотрудник ТАСС, а солдат! — отрезал Клич. — И привык держать порох сухим. Особенно имея дело с фашистской сволочью! Кому это я должен верить? Гитлеру? Ты что, Вольф? 

Продолжить беседу не удалось: Клича срочно вызвали к Павлову…

## Награды
- Орден Ленина (27.06.1937)[8]
- Два ордена Красного Знамени (1926, …)
- Орден Красного знамени Армянской ССР
- Медаль «XX лет РККА» (22.02.1938)